# Hoodia gordonii

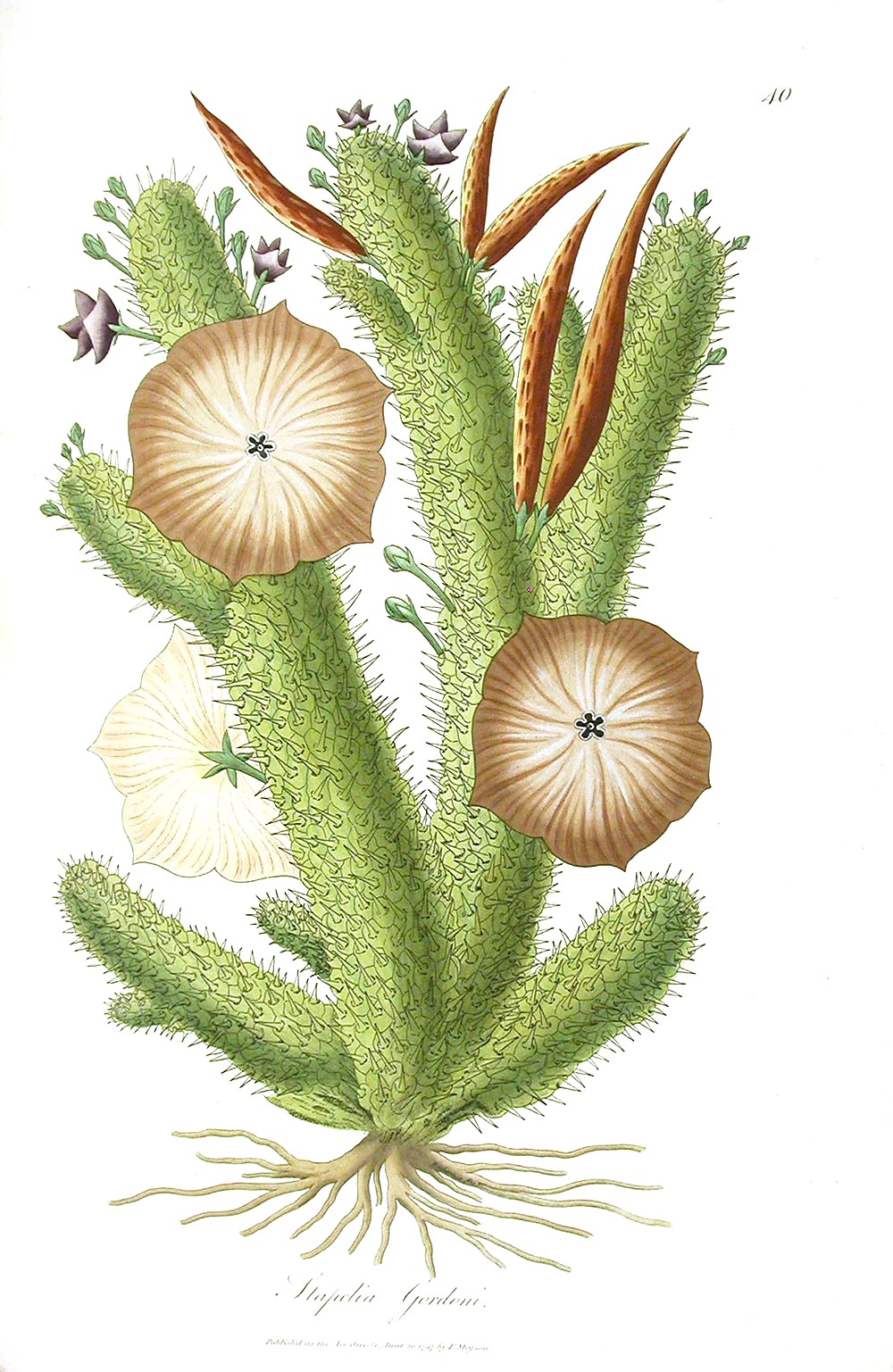
Ilustración

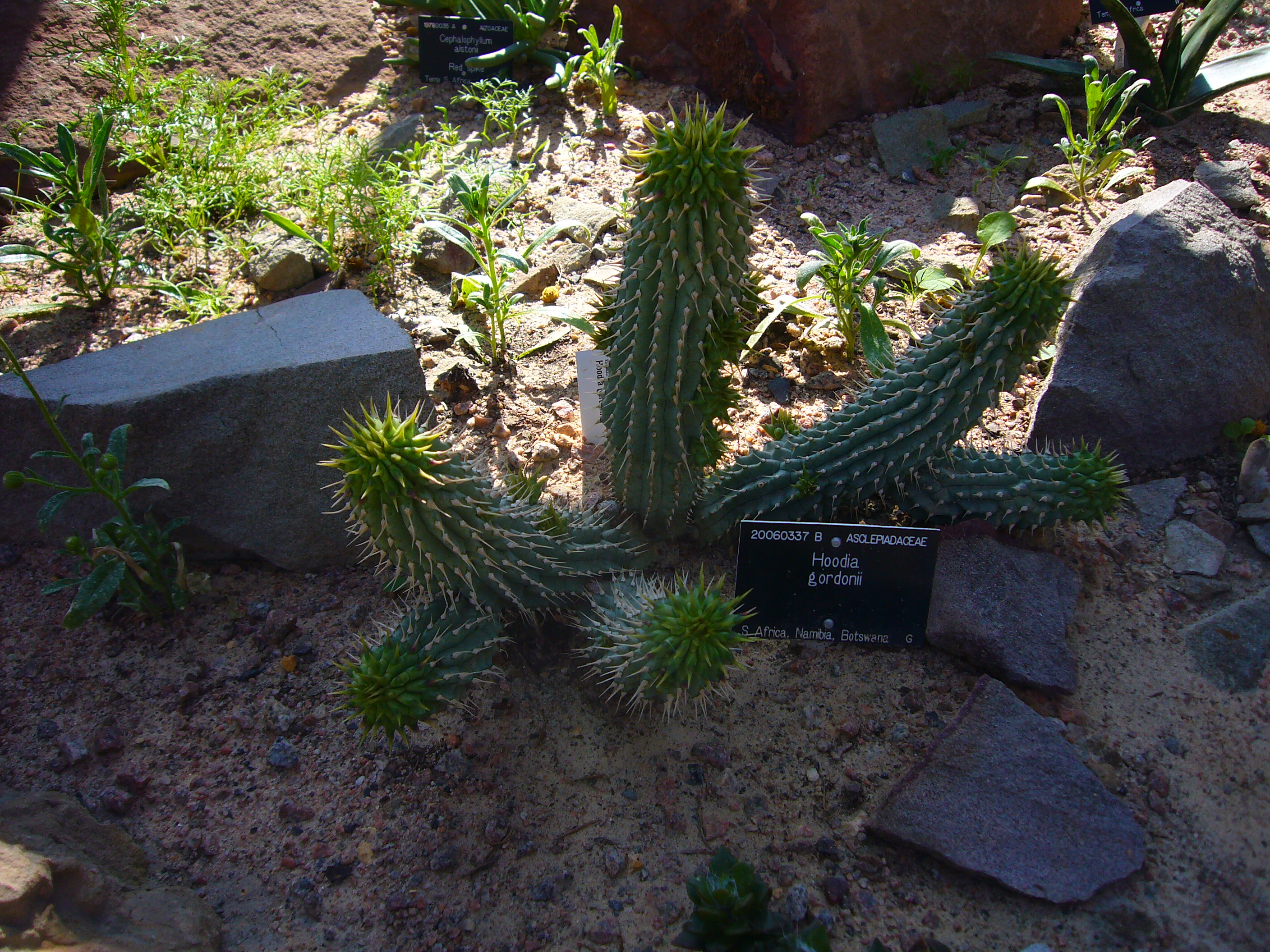
Vista de la planta

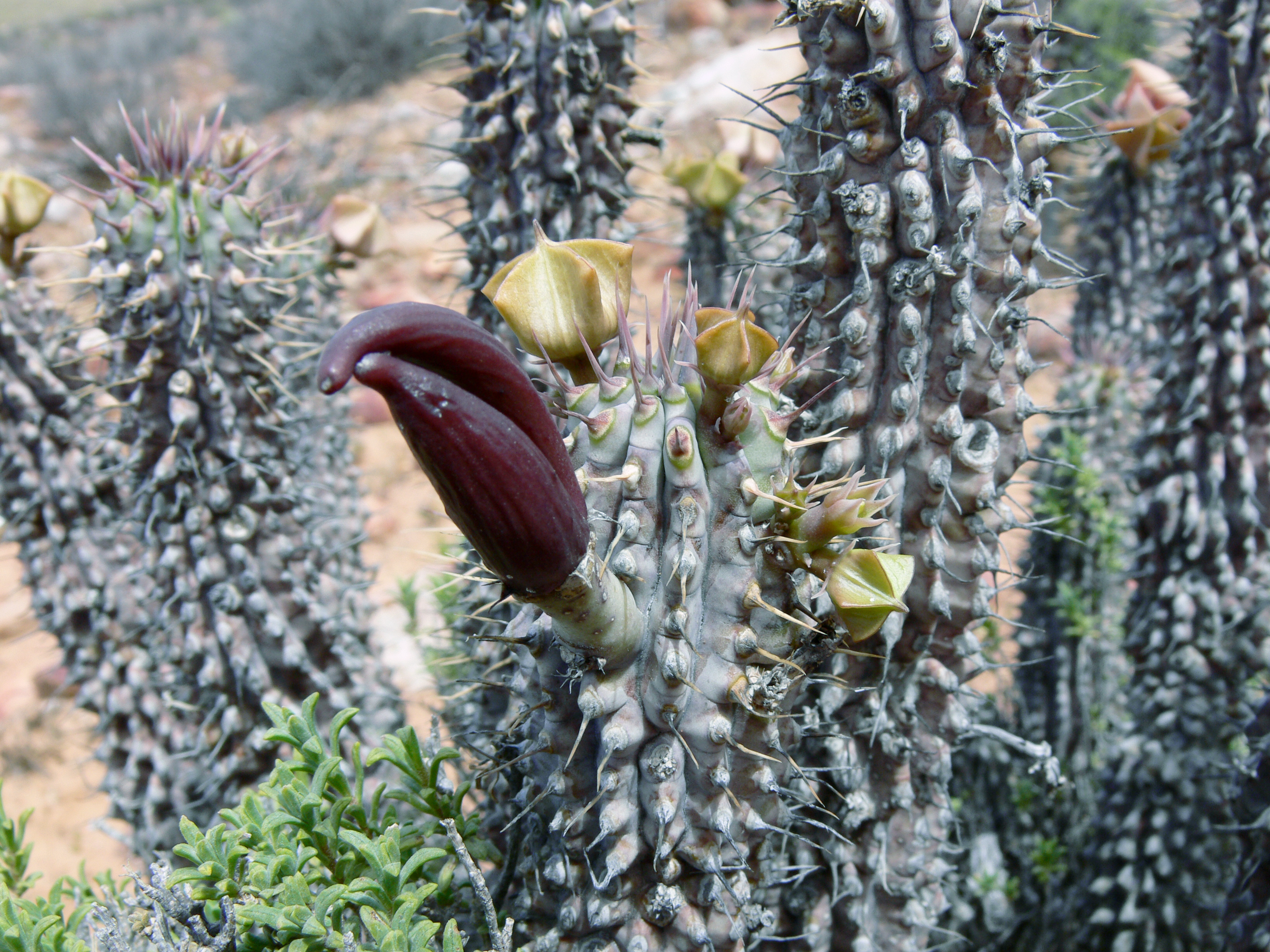
Detalle de la flor

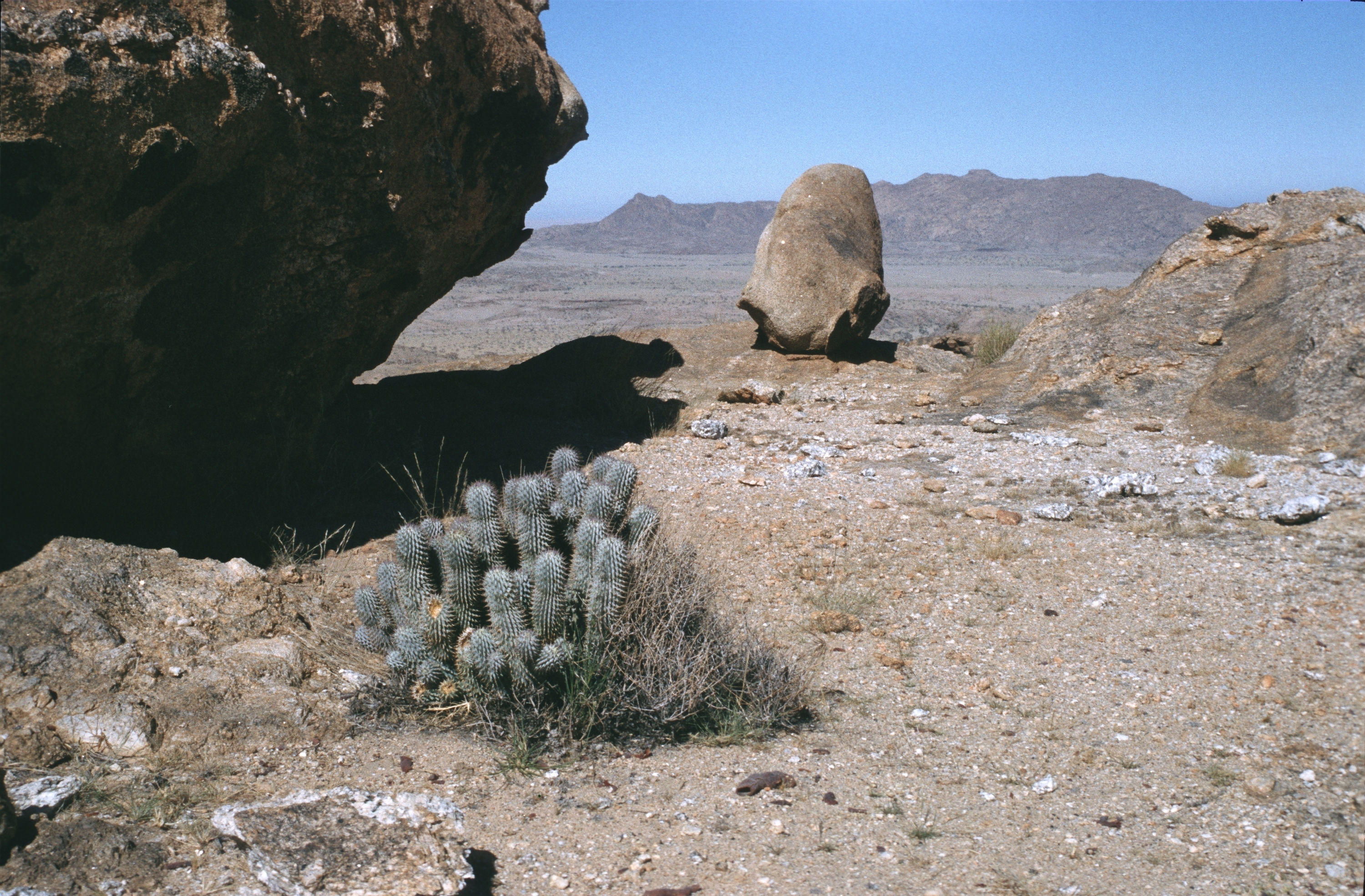
En su hábitat

Hoodia gordonii —ǁhoba (kǁʰɔbɑ) en idioma khoe, y  Ghaap en afrikáans— es una planta medicinal perteneciente a la subfamilia de las Asclepiadáceas nativa del sur de África. Es muy común en el desierto del Kalahari, donde las elevadas temperaturas (alrededor de los 45 °C) permiten su floración. En otras latitudes crece con dificultad, de hecho no tolera temperaturas invernales inferiores a los 15 °C.

## Descripción
Es una planta suculenta espinosa de unos 50-75 cm de altura, con apariencia de cactus. Los tallos son angulosos con filas regulares de espinas pardas.
Las flores, de 8-10 cm de diámetro, poseen una corola con 5 lóbulos soldados de color púrpura claro. El fruto está constituido por 2 folículos en forma de V, de unos 12 cm de largo.

## Uso medicinal
En el sur de África (especialmente en Namibia, Botsuana y Sudáfrica) viven un conjunto de tribus, que constituyen la población San, conocida desde siempre como bosquimanos. 
La población San es una antiquísima comunidad; están considerados como los primeros habitantes de la tierra y son conocidos por su capacidad de supervivencia en ambientes hostiles. Desde siempre han vivido de la caza y la recolección. La recolección se desarrolla a menudo en las regiones desérticas del Kalahari donde, a pesar de la aridez, crecen muchas plantas muy nutritivas, que la población San utiliza para su alimentación. Para afrontar largas y cansadas batidas de caza en el desierto sin sentir la sensación de hambre, la población San tradicionalmente integra su escasa alimentación disponible con pequeños fragmentos del cactus Hoodia gordonii. De hecho, la Hoodia, posee la facultad de reducir temporalmente el apetito. 
Investigaciones científicas sugieren que la Hoodia actúa copiando el efecto de la glucosa sobre las células nerviosas del cerebro, aportando una sensación de saciedad y reduciendo de esta forma el apetito. 
Estas características hacen de la Hoodia un ingrediente ideal para un producto que se asocia a un régimen dietético hipocalórico dedicado al control de peso.
En 1977, el Council for Scientific and Industrial Research (CSIR) sudafricano, aísla el ingrediente en Hoodia, el glicósido conocido por P57, responsable por sus efectos supresores del apetito, y se patenta  en 1996. Luego el CSIR cede una licencia a  "Phytopharm" del Reino Unido,  y colaboran con la Cía. farmacéutica Pfizer para aislar los ingredientes activos de extractos, y luego para sintetizarlos como supresor del apetito. Pfizer libera los derechos del ingrediente primario en 2002. Paul Hutson, profesor asociado de la Universidad de Wisconsin-Madison, Escuela de Farmacia,  dijo al Wisconsin State Journal, "Para Pfizer lanzar algo referido con la obesidad me sugiere que no le han encontrado mérito para su uso oral". Pfizer fijó que el desarrollo del P57, el activo de Hoodia, fue suspendido debido a dificultades de sintetizarlo.
En 2002, CSIR oficialmente reconoce a los bosquimanos los derechos sobre Hoodia, logrando así que participen de los "royalties" de Hoodia. Hoodia gordonii es una planta protegida que puede solo ser cosechada por individuos y por pocas compañías que han pagado por una licencia.

### Estudios científicos
No se ha concluido que Hoodia actúe como un anoréxico. No se ha publicado ningún  ensayo clínico con referato y doble ciego en humanos para investigar la seguridad y efectividad de Hoodia gordonii en forma de comprimidos como un suplemento dietético. 
Un estudio científico se publicó,  donde el extracto se inyectó directamente en cerebros de ratas. El autor del estudio sobre ratas dijo que P57 es fácilmente degradado en el hígado, por lo que es difícil encontrar lo suficiente como para asegurar que hizo efecto. MacLean dijo con precaución que los suplementos corrientemente disponibles podrían ser inadecuados, afirmando "Me pregunto si hay realmente suficiente del activo para funcionar."
Richard M. Goldfarb, MD,  doctor y director médico de investigación clínica del Condado de Bucks, Pensilvania, en Morrisville, Pensilvania, condujo un estudio preliminar de eficacia de Hoodia gordonii en gente; encontró  efectividad.  Sin embargo la muestra en estudio fue muy pequeña: siete personas.  Eran siete con sobrepeso, desde 88 a 157 kg;  perdiendo, en promedio, 3,3 % de su peso corporal. La media de pérdida en los  28 días de estudio fue de 4,5 kg Su reporte de Hoodia fue financiado por un manufacturador de la sp., y no fue publicado en ningún journal con referato.
Otros expertos médicos en pérdida de peso permanecen escépticos y no recomiendan Hoodia a sus pacientes obesos.  Adrienne Youdim, MD, director médico del Programa Comprensivo de Pérdida de Peso, en "Cedars-Sinai Medical Center" y Michael Steelman, MD, de la "American Society Bariatric Physicians" dicen "No hay datos en publicaciones científicas para soportar su uso."

### Autenticación
Como Hoodia gordonii es una especie amenazada con la extinción, si no se monitorea el mercado internacional, está listada en CITES (Convención de Mercado Internacional de Especies Amenazadas de la Fauna y Flora Silvesres) y es ilegal exportar de África sin certificación de CITES. 
En EE. UU., el Servicio Federal de Pesca y Vida Silvestre (FWS), del USDA regulan la importación y reexportación de especies como Hoodia gordonii.  Las leyes de EE. UU. estipulan que no solo deben tener el "Certificado CITES" acompañando el embarque de Hoodia gordonii, sino también el importador debe poseer un permiso del USDA para importar plantas terrestres.  Para reexportar H. gordonii, se debe obtener el "Certificado CITES de reexportación".
Además de copia de los "permisos CITES & USDA",  del manufacturador de productos "Hoodia", debería poseer un reporte de un "Laboratorio independiente de pruebas", para corroborar con un análisis del producto en cuestión, testificando que autentican la presencia de Hoodia gordonii.
Los métodos primarios de prueba para autenticar Hoodia gordonii, son:
- HPTLC
- HPLC
- Microscopy /DPI
- P57

En 2007,  hay cuatro laboratorios independientes calificados para verificar Hoodia gordonii en productos de consumo:
- Advanced Laboratories, Inc. en Smithfield, Carolina del Norte
- Alkemist Pharmaceuticals
- Chromadex Labs de Costa Mesa, California
- Universidad de Misisipi.

La Asociación Americana de Productos Herbales (AHPA) trabaja en estándares de Hoodia', pensando estar listos para la industria a fines de 2007,  en respuesta al escrutinio del "Federal Trade Commission" de la industria de Hoodia , para contemplar los productos con fraude de Hoodia, comercializados.

### Cobertura en los medios de comunicación
La BBC comenzó adiscutir el tema de Hoodia gordonii en 2003.  El 21 de noviembre de 2004, 60 Minutes puso un reporte de efectividad de Hoodia gordonii como anorexígeno.
Antes que el especial de "CBS 60 Minutes" del 21 de noviembre de 2004 donde el reportero Leslie Stahl abrió con la historia en América sobre Hoodia gordonii,  había un total de tres productos Hoodia en el mercado de EE. UU., donde Hoodia gordonii había sido vendido por granjeros africanos a US$ 13/kg. En 2007,  hay 300 productos vendidos mundialmente como "auténtica Hoodia gordonii"  con un precio de US$ 250/kg en promedio.
La cobertura de medios y el pesado marketing de las Cías. de suplementos dietarios, crearon una demanda para las plantas de Hoodia, que están siendo colocadas en un estatus de protección por varios países como Namibia. Muchos productos que contendrían Hoodia son un fraude. Una revisión de los comprimidos de Hoodia por bioquímicos farmacéuticos encontraron que al menos la mitad de los productos como conteniendo Hoodia eran fraudulentos.
En marzo de 2006, Consumer Reports investiga sobre los suplementos dietéticos y concluye: «Este fármaco antipeso carece de pruebas clínicas como para recomendarlo».

### Marketing

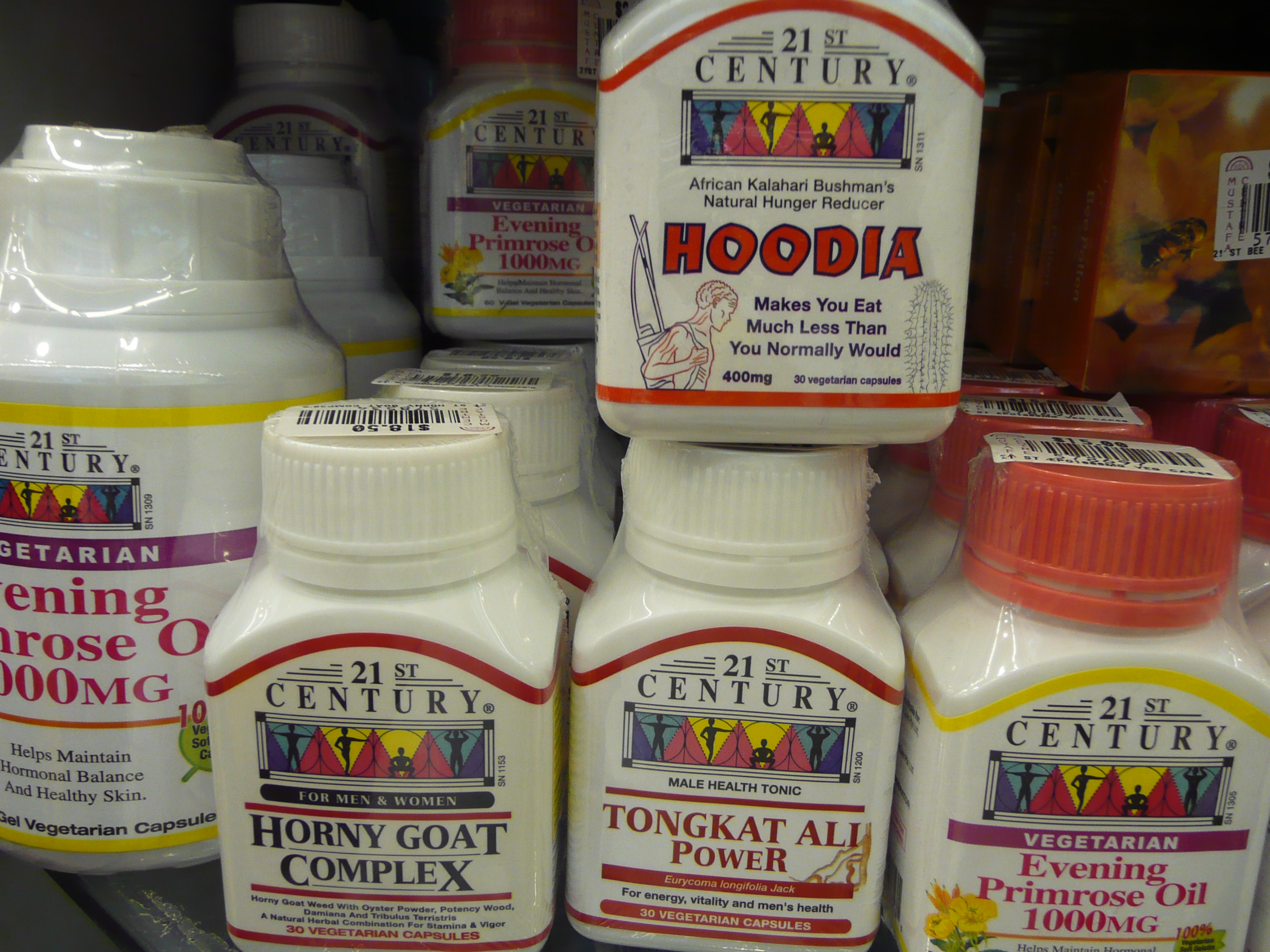
En venta como planta medicinal

La falta de pruebas o aprobaciones regulatorias no han detenido a las compañías de supplementos a hacer marketing de la Hoodia gordonii, agregando que se consigue una menor presión sanguínea y reduce el apetito. El producto de "Goen Technologies Corporation" TrimSpa hace marketing de Hoodia gordonii bajo la marca registrada "X32" con una celebridad como Anna Nicole Smith, aunque la FDA ha notificado que Trimspa no demuestra efectividad con ningún estudio serio. Health Canada  no ha aprobado ningún producto Hoodia para la venta. Goen Technologies ha sido demandada por el Estado de Nueva Jersey por engañar a los consumidores.  La marca Trimspa  es sujeto de pleito en California que reclama que no contiene nada del activo de  Hoodia.
En diciembre de 2004, Unilever entró en un acuerdo con Phytopharm para hacer marketing con Hoodia gordonii, comercialmente en la forma de batido de leche, y barras  dietéticas, aunque a abril de 2007 ningún producto ha sido aún controlado con consumidores del mercado.
El 17 de febrero de 2006, una marca registrada fue presentada por un individuo estadounidense para un batido de proteína de Hoodia gordonii, como "Batido Hoodia",  expandiendo los suplementos de Hoodia gordonii en el mercado de suplementos de EE. UU., ya que solo había productos en cápsulas.
Entre marzo y junio de 2006, millones de spams y mensajes a foros se enviaron sobre Hoodia', ostensiblemente ofertando extractos de Hoodia para bajar de peso. La "Federal Trade Commission" ha tomado cartas en el asunto entre un fraude asociado con Hoodia; y el número de spams continua subiendo.
El 1 de julio de 2006, fue reportado en el show  Extra (TV series) que una compañía estaba en marketing de Hoodia mejorado con  piruletas (paletas, chupetines) llamados  PowerPops.
En abril de 2007, los productos de Hoodia gordonii se comercializan en una variedad de formatos que incluyen: cápsulas, tabletas, tinturas líquidas, producots de café y de té, jugos, batidos de proteína, y aún barritas de fruta dietéticas.
Hay muchos autodenominados websites de "investigadores del consumidor", afirmando la bondad de sus productos en reviews y en testimoniales.  La legitimidad y seguridad de tales datos en websites es desconocida.

## Taxonomía
Hoodia gordonii fue descrita por (Masson) Sweet ex Decne. y publicado en Prodromus Systematis Naturalis Regni Vegetabilis 8: 665. 1844.
Sinonimia
- Scytanthus gordonii (Masson) Hook.
- Stapelia gordonii Masson[19]